# پودوکسور
پودوکسور (نام علمی: Podokesaurus holyokensis) نام یک گونه از تیره تهی‌پیکران است.